# Le Livre dit
Le Livre dit, sous-titré Entretiens de Duras filme, est une œuvre posthume de Marguerite Duras publiée aux éditions Gallimard, dans la collection « Les cahiers de la NRF », en 2014. L'édition est établie, présentée et annotée par Joëlle Pagès-Pindon.

## Résumé
Le Livre dit propose, dans une première partie, la retranscription inédite du documentaire Duras filme, réalisé en mars 1981 par Jean Mascolo et Jérôme Beaujour, à Trouville-sur-Mer, sur le tournage du film Agatha et les lectures illimitées, réalisé par Marguerite Duras. Cette retranscription inclut les entretiens présents dans Duras filme auxquels s'ajoutent six à sept heures de "rushes" conservés dans les archives de Jean Mascolo. La deuxième partie du livre est  un document inédit intitulé par Duras « Brouillons du Livre dit », une œuvre inachevée de l'auteure, dans laquelle Duras avait tenté de réécrire les entretiens de Duras filme.

## Réception critique
Claire Devarrieux, dans Libération, écrit : « Il s'agit d'un vrai livre, véritablement délicieux à certains moments. C'est délicieux parce que l'on voit Marguerite au travail. »

## Éditions
- Marguerite Duras, Le livre dit. Entretiens de Duras filme, édition établie, présentée et annotée par Joëlle Pagès-Pindon, Gallimard, coll. « Les Cahiers de la NRF », 2014, 240 pages, 11 illustrations  (ISBN 9782070145393)